# Busverkehr in Erfurt
Der Busverkehr in Erfurt wird im Wesentlichen durch die Erfurter Verkehrsbetriebe (EVAG) durchgeführt. Zusätzlich betreiben verschiedene Regionalbusbetreiber einige Überlandlinien. Stadtbuslinien haben ein- und zweistellige Liniennummern, während Linien, die das Stadtgebiet verlassen, zumeist dreistellige Nummern aufweisen. Einzige Ausnahmen zu diesem Schema sind die im Raum Dittelstedt und Linderbach verkehrenden Schulbuslinien 502 und 503. Die Zahlenbezeichnungen bei den Stadtbuslinien wurden erst 1992 eingeführt, vorher waren die innerstädtischen Buslinien mit Buchstaben bezeichnet. Von 1948 bis 1975 waren die Linien des Oberleitungsbus Erfurt Bestandteil des Busliniennetzes. Seit der 2007 abgeschlossenen Erweiterung des Erfurter Straßenbahnnetzes dienen die Stadtbuslinien im Wesentlichen als Zubringer zur Straßenbahn. Nur drei Durchmesser- (9, 51 und 60) und drei Radiallinien (52, 61 und 90) verkehren derzeit ins Stadtzentrum. Auch mehrere Regionallinien enden an Umsteigestationen zur Straßenbahn außerhalb des Zentrums.
Die EVAG betreibt auf einer Netzlänge von 196,1 km Stadtbus- und auf 84,0 km Länge Regionalbuslinien (Stand Ende 2012). Sie setzt 41 zweiachsige Solobusse und 30 Gelenkomnibusse ein. Bis auf einen hochflurigen zweiachsigen Bus, der überwiegend im Überlandverkehr eingesetzt wird, sind alle diese Fahrzeuge niederflurig. Im Busnetz werden 587 Haltestellen bedient.

## Buslinien

### Linien der EVAG (Stand 21. August 2023)
| Linie          | Verlauf | Takt (HVZ/Mo–Fr/Sa/So) |
| -------------- | --- | ---------------------- |
| Stadtlinien    | |                        |
| Linie 9        | Nordbahnhof – Salinenstraße (Stadtbahn 1/5) – Johannesplatz – Steinplatz – Ruhrstraße (im Spätverkehr über Anger) – Hauptbahnhof (Stadtbahn 1/3/4/5/6) – Spielbergtor – Jenaer Straße – Daberstedt | 7‘8/10/15/15           |
| Linie 10       | (Grubenstraße (Stadtbahn 5) – Roter Berg – Moskauer Platz – (nur Mo-Sa im Tagesverkehr)) Europaplatz (Stadtbahn 1/3) – Gispersleben – Kühnhausen – Tiefthal (im Schülerverkehr Zusatzfahrten zwischen Europaplatz und Gispersleben) | 30/30/60/60            |
| Linie 20       | Rieth (Stadtbahn 1/6) – Mittelhäuser Kreuz – Gewerbegebiet Nord – (Ferdinand-Jühlke-Straße (Ri. Mittelhausen nur früh und nachmittags, Ri. Rieth nur nachmittags und spät abends)) – Mittelhausen (– Stotternheim, Schule (nur im Berufsverkehr)) (So meist als Linientaxi) | 30/30/60/120           |
| Linie 30       | (Rieth (Stadtbahn 1/6) – Mittelhäuser Kreuz – Roter Berg – (nur Mo-Sa im Tagesverkehr)) Zoopark (Stadtbahn 5) – Sulzer Siedlung – (Stotternheim, Schule (nur im Berufsverkehr)) – Stotternheim, Vor den Salzwiesen – Stotternheim, Am Teiche (teilweise Wagendurchlauf ab Vor den Salzwiesen auf Linie 31 nach Schwerborn und Linie 132 nach Alperstedt)                                                                       | 20/30/60/60            |
| Linie 31       | (Grubenstraße (Stadtbahn 5) – Ostbahnhof – (nur Mo–Fr)) Schwerborn – Bahnhof Stotternheim – (Stotternheim, Schule (nur im Berufsverkehr)) – Stotternheim, Vor den Salzwiesen (teilweise Wagendurchlauf auf Linien 30 und 132, Mo–Fr vormittags und abends fahren einige Fahrten nur zwischen Grubenstraße und Schwerborn) | 60/60/unvertaktet      |
| Linie 35       | Grubenstraße (Stadtbahn 5) – Eugen-Richter-Straße – Greifswalder Straße (Stadtbahn 4) – Kalkreiße (nur Mo–Fr) | 30-60/60/–/–           |
| Linie 36       | (Otto-Lilienthal-Schule (nur im Schülerverkehr) –) Grubenstraße (Stadtbahn 5) – Saline – Stollbergsiedlung (außer Einzelfahrten im Schülerverkehr mit Linientaxi) | unvertaktet            |
| Linie 43       | Marcel-Breuer-Ring (Stadtbahn 4) – Kerspleben – Töttleben – Kleinmölsen – (Wallichen (nicht alle Fahrten)) – Vieselbach, Bahnhof | 30/30/60/60            |
| Linie 51       | Urbicher Kreuz (Stadtbahn 3) – Niedernissa – Urbich – Büßleben – Linderbach – (Azmannsdorf (nicht alle Fahrten)) – Thüringer Einkaufszentrum – Hauptbahnhof – Brühlervorstadt – Wartburgstraße – Hochheim – Bischleben – Schloss Molsdorf / Möbisburg (teilweise Wagendurchlauf auf Linie 60, So zwischen Urbicher Kreuz und Hauptbahnhof nur alle 120 Minuten, nach Molsdorf: Mo–Fr alle 60 Minuten, Sa/So nur Einzelfahrten) | 30/30/60/60            |
| Linie 52       | Hauptbahnhof/Busbahnhof (Stadtbahn 1/3/4/5/6) – Henne – Linderbach – Güterverkehrszentrum, An der Büßleber Grenze (– Hochstedt – Vieselbach, Bahnhof) (So nur abends zwei Einzelfahrten vom Busbahnhof zum Güterverkehrszentrum) | 30/60/60/2F            |
| Linie 58       | Urbicher Kreuz (Stadtbahn 3) – Windischholzhausen – Märchensiedlung (Mo–Fr meist als Linientaxi; Sa nur zwei Fahrten abends) | 60/1F/2F/–             |
| Linie 60       | Urbicher Kreuz (Stadtbahn 3) – Niedernissa – (Rohda/Haarberg (nicht alle Fahrten)) – Urbich – Dittelstedt – Thüringer Einkaufszentrum – Hauptbahnhof – Landtag/Stadion Nord/IHK – Rhoda – Möbisburg (Wagendurchlauf auf Linie 51, So zwischen Urbicher Kreuz und Hauptbahnhof nur alle 120 Minuten) | 30/60/60/60            |
| Linie 61       | Hauptbahnhof/Busbahnhof (Stadtbahn 1/3/4/5/6) – Landtag/Stadion Nord/IHK bzw. Roter Stein (über Roter Stein nur im Berufsverkehr) – Hubertus – Waltersleben (Richtung Busbahnhof) – Egstedt (teilweise als Linientaxi) | 60/60/240/240          |
| Linie 65       | (Wiesenhügel (Stadtbahn 2) – Klettenweg – Wiesenhügel – (nur Mo–Fr einzelne Fahrten)) Melchendorf, Blücherstraße (Stadtbahn 2/3) – Herrenberg – Daberstedt, Jenaer Straße (Richtung Einkaufszentrum) – Thüringer Einkaufszentrum (nur Mo-Fr, als Linientaxi) | unvertaktet            |
| Linie 75       | Egstedt – Waltersleben – Hubertus – Rhoda – Möbisburg, Schule (nur Mo–Fr früh eine Fahrt, nur in diese Richtung) Möbisburg, Schule – Rhoda – Hubertus – Egstedt – Büropark Waltersleben (nur im Schülerverkehr nachmittags, nur in diese Richtung) Möbisburg, Schule – Marienthal – Schloss Molsdorf (nur im Schülerverkehr nachmittags, nur in diese Richtung)                                                                | unvertaktet            |
| Linie 80       | (Thomaseck – Gothaer Platz – Wartburgstraße/Schule (nur im Schülerverkehr) –) P+R Messe (Stadtbahn 2) – Schmira – (IKEA (nur an verkaufsoffenen Tagen)) – Frienstedt | 30/60/90/90            |
| Linie 90       | Domplatz Nord (Stadtbahn 3/6) – (Blumenstraße bzw. Langer Graben (nur im Schülerverkehr) bzw.) Baumerstraße – Universitätsbibliothek – Marbach – Salomonsborn (– Alach (nur Einzelfahrten)) (teilweise Wagendurchlauf ab Marbach auf Linie 95 und ab Alach auf Linie 91 und 92) | 20/20/30/60            |
| Linie 91       | (Blumenstraße (nur im Schülerverkehr früh und nur stadtwärts) –) Flughafen Erfurt-Weimar (Stadtbahn 4) – Bindersleben – (Alach (nicht alle Fahrten)) – Gottstedt – Ermstedt (nur Mo–Sa; außer im Frühberufsverkehr mit Linientaxi; Sa nur zwei bzw. drei Fahrten zwischen Alach und Ermstedt im Durchlauf von Linie 90) | 60–90/2F/2F/–          |
| Linie 92       | (Hauptfriedhof (nur im Schülerverkehr) –) Flughafen Erfurt-Weimar (Stadtbahn 4) – Bindersleben – Alach (– (Schaderode (nur Mo-Sa; früh/vormittags stadtwärts, nachmittags/abends landwärts)) – Töttelstädt (Sa/So nur ab Alach, Schule und im Durchlauf von Linie 90)) | 30-60/60/180/180       |
| Linie 95       | (Zoopark (nur eine Fahrt im Schülerverkehr) –) Europaplatz (Stadtbahn 1/3) – Thüringen-Park – Marbach (nur Mo–Fr im Berufsverkehr, teilweise Wagendurchlauf auf Linien 10 (im Schülerverkehr) und 90) | 30/–/–/–               |
| Schulbuslinien | |                        |
| 502            | Auf der Großen Mühle – Linderbach – Azmannsdorf – Vieselbach – Kerspleben, Schule (früh eine Fahrt) (Kerspleben, Schule (nachmittags eine Fahrt) –) Vieselbach – Azmannsdorf – Im Großen Garten – Linderbach (nachmittags eine Fahrt) (Schulbus) | unvertaktet            |
| 503            | Azmannsdorfer Weg – Henne, Kaserne – Stadtrain – Dittelstedt – Linde – Hans-Grundig-Straße (früh eine Fahrt) Hirnzigenweg – Einkaufszentrum – Azmannsdorfer Weg – Henne, Kaserne – Stadtrain – Dittelstedt – Linde (nachmittags Di-Do drei Fahrten, Mo und Fr zwei Fahrten) (Schulbus) | unvertaktet            |
| Regionallinien | |                        |
| Linie 111      | Europaplatz (Stadtbahn 1/3) – Kühnhausen – Elxleben – (Witterda (nicht alle Fahrten)) – Walschleben – Andisleben – Gebesee (– Ringleben (nicht alle Fahrten)) (nur Mo–Fr) | unvertaktet            |
| Linie 132      | Stotternheim, Vor den Salzwiesen – Alperstedter See – Alperstedt, Siedlung (Mo–Fr, im Sommerhalbjahr Sa/So je drei Fahrten, Wagendurchlauf auf Linie 30 und 31) | unvertaktet            |
| Linie 141      | Marcel-Breuer-Ring (Stadtbahn 4) – Kerspleben – Töttleben – Kleinmölsen – Ollendorf – Udestedt – Markvippach – Schloßvippach (nur Mo–Fr) | unvertaktet            |
| Linie 155      | Hauptbahnhof/Busbahnhof – Thüringer Einkaufszentrum – Dittelstedt – Urbich – Niedernissa – Haarberg – Klettbach – Hohenfelden – Riechheimer Berg (nur Sa/So zwei Fahrten) bzw. Kranichfeld, Lindenthal | 120/120/120/120        |

### Linien anderer Anbieter
Die meisten der folgenden Linien (nämlich bis auf die Linien 113, 302 und 350) gehen auf ehemalige Regionallinien der Erfurter Verkehrsbetriebe zurück, die durch andere Anbieter übernommen und teilweise mit früheren Linien dieser Anbieter zusammengelegt wurden.
| Linie | Betreiber         | Verlauf |
| ----- | ----------------- | --- |
| 113   | KomBus            | Hauptbahnhof/Busbahnhof – Klettbach – Kranichfeld – Remda, Teichel – Rudolstadt                                                                                  |
| 208   | ÖPNV Sömmerda     | (Hauptbahnhof/Busbahnhof –) Grubenstraße (Stadtbahn 5) – Großrudestedt – Schloßvippach – Sömmerda (bzw. Sprötau – Vogelsberg – Kölleda, Roßplatz)                |
| 220   | ÖPNV Sömmerda     | (Hauptbahnhof/Busbahnhof –) Rieth (Stadtbahn 1/6) – Gewerbegebiet Nord – Mittelhausen – Riethnordhausen – Haßleben – Straußfurt, B176 – Sömmerda                 |
| 233   | PVG Weimarer Land | Krämpfertor (Stadtbahn 4) – Linderbach – Mönchenholzhausen – Sohnstedt – Isseroda – Nohra – Ulla – Weimar                                                        |
| 234   | PVG Weimarer Land | Weimar – Ulla – Nohra – Mönchenholzhausen – Linderbach – Krämpfertor (Stadtbahn 4)                                                                               |
| 235   | PVG Weimarer Land | Hauptbahnhof/Busbahnhof – Thüringer Einkaufszentrum – Urbicher Kreuz – Märchensiedlung – Klettbach – Bad Berka, Bahnhof                                          |
| 252   | PVG Weimarer Land | Niederzimmern – Vieselbach – Mönchenholzhausen – Obernissa – Eichelborn – Hayn                                                                                   |
| 350   | IOV Ilmenau       | Hauptbahnhof/Busbahnhof – Landtag/IHK – Hubertus – (Waltersleben, Möbelhaus (nicht alle Fahrten)) – Ichtershausen – Arnstadt                                     |
| 351   | IOV Ilmenau       | Neudietendorf – Thörey – Schloss Molsdorf (Stadtbus 51) – Ichtershausen – Arnstadt                                                                               |
| 357   | IOV Ilmenau       | Hauptbahnhof/Busbahnhof – Landtag/IHK – Hubertus – Egstedt – Bechstedt-Wagd – Kirchheim bei Arnstadt bzw. Elxleben – Riechheim bzw. Stadtilm                     |
| 812   | NVG Gotha         | Europaplatz (Stadtbahn 1/3) – (Elxleben/Gera (nur einzelne Fahrten)) – Witterda – Gierstädt – Döllstädt – Dachwig (– Gebesee, Gymnasium (nur im Schülerverkehr)) |
| 891   | NVG Gotha         | (Flughafen Erfurt-Weimar (Stadtbahn 4) – IKEA –) Gamstädt – Kleinrettbach – Tröchtelborn – Pferdingsleben – Friemar – Gotha (zum Flughafen nur samstags)         |
| 894   | NVG Gotha         | Flughafen Erfurt-Weimar (Stadtbahn 4) – IKEA (/ Alacher Chaussee) – Gamstädt – Ermstedt (Stadtbus 91) – Nottleben – Zimmernsupra – Bienstädt                     |
| 895   | NVG Gotha         | Bienstädt – Zimmernsupra – Ermstedt (Stadtbus 91) – Nottleben – Gamstädt – Kleinrettbach – Neudietendorf                                                         |

### Fernbuslinien
Mit der Liberalisierung des Fernbusverkehrs 2013 wurden zahlreiche innerdeutsche Linien von verschiedenen Unternehmen eingerichtet. Die Abfahrtsstelle aller Fernbuslinien befindet sich in Erfurt am Busbahnhof.

## Geschichte

### Entwicklung bis 1972
Der Busverkehr in Erfurt wurde am 1. Oktober 1925 durch die Erfurter Elektrische Straßenbahn-AG auf den drei Linien Anger–Neudaberstedt, Anger–Neuer Schlachthof und Hauptbahnhof–Nordpark eröffnet. Im folgenden Jahr kamen die Linien Anger–Büßleben und Blücherstraße–Hauptfriedhof hinzu. In der Folgezeit kaufte die Straßenbahngesellschaft Buslinien auf, die überwiegend in umliegende Ortschaften fuhren. Eine weitere Linie zum Hauptfriedhof wurde kurz danach eröffnet, beide Linien dorthin jedoch 1934 eingestellt, als die Straßenbahnstrecke zum Hauptfriedhof in Betrieb ging.
Kriegsbedingt musste der Busverkehr 1945 eingestellt werden, jedoch fuhren bereits am 19. Juli des Jahres wieder Busse durch Erfurt. Dem Trend der Zeit folgend baute der Verkehrsbetrieb einige stark frequentierte Buslinien auf O-Busbetrieb um und eröffnete 1948 den Oberleitungsbus Erfurt, der bis 1975 betrieben wurde. Neben den Stadtlinien führten die Erfurter Verkehrsbetriebe auch den Betrieb auf zahlreichen Überlandlinien ins Umland der Stadt. Diese Linien hatten Linienbezeichnungen bestehend aus einer Zahl, die den Abfahrtsbussteig am Erfurter Busbahnhof bezeichnete und einem Kleinbuchstaben. Der Busbahnhof war provisorisch Mitte der 1950er Jahre an der Bürgermeister-Wagner-Straße eröffnet worden. 1960 ging der damals moderne Neubau mit Empfangsgebäude und acht Bussteigen, sowie mehrerer weiterer Abfahrtsstände in Betrieb.
Nach dem Sommerfahrplan 1968 verkehrten damals folgende Linien:
| Linie          | Streckenführung | Taktfolge (HVZ)          |
| -------------- | --- | ------------------------ |
| Stadtlinien    | |                          |
| Obus           | Melchendorf – Am Schwemmbach – Clara-Zetkin-Straße – Anger – Straße des Friedens – Wartburgstraße – Hochheim                                      | 10                       |
| Obus           | Anger – Clara-Zetkin-Straße – Daberstedt, Stadtweg (nur im Berufsverkehr)                                                                         | 10                       |
| Obus           | Anger – Thälmannstraße – Greifswalder Straße – Gartenbauschule – Ringelberg                                                                       | 10                       |
| A              | Nordbahnhof – Zoopark – Sulzer Siedlung (– Stotternheim (nur einzelne Fahrten))                                                                   | 20                       |
| B              | Domplatz – Kliniken d. Med. Akademie – Reineckeshof – Gispersleben-Kiliani – Gispersleben-Viti                                                    | 40-45                    |
| C              | Domplatz – Gärtnerei – Marbach | 30                       |
| D              | (Domplatz (nur abends und Sa/So) –) Hauptfriedhof – Flughafen – Bindersleben                                                                      | 20                       |
| E              | (Omnibusbahnhof –) Philipp-Müller-Platz – Cyriak-Siedlung – Schmira                                                                               | 30                       |
| F              | Omnibusbahnhof – VEB Deutsche Spedition – Henne, Gasthaus (– Henne, Objekt)                                                                       | 30                       |
| G              | Omnibusbahnhof – Herderstraße – Rhoda (nur im Tagesverkehr)                                                                                       | je 3 Fahrten             |
| H              | Nordbahnhof – Gartensiedlung – Saline-Siedlung | 20                       |
| I              | Eugen-Richter-Straße – Industriegebiet Erfurt-Nord (nur im Berufsverkehr)                                                                         | 60                       |
| K              | Omnibusbahnhof – Hochheim – Bischleben – Stedten – Möbisburg (nur im Tagesverkehr)                                                                | früh 2, nachm. 3 Fahrten |
| L              | Omnibusbahnhof – Clara-Zetkin-Straße – Jenaer Straße – Daberstedt, Stadtweg                                                                       | 7,5                      |
| –              | Omnibusbahnhof – Gothaer Platz – Flughafen (nur im Anschluss an Linienflüge)                                                                      |                          |
| –              | Omnibusbahnhof – Zoopark (nur sonn- und feiertags im Sommer)                                                                                      |                          |
| Regionallinien | |                          |
| 1a             | Omnibusbahnhof – Kliniken – Gispersleben – Kühnhausen – Elxleben (Gera) – Walschleben – Andisleben – Gebesee                                      |                          |
| 1b             | Omnibusbahnhof – Kliniken – Gispersleben – Kühnhausen – Tiefthal                                                                                  |                          |
| 1c             | Omnibusbahnhof – Kliniken – Gispersleben – Kühnhausen – Elxleben (Gera) – Witterda – Kleinfahner                                                  |                          |
| 1d             | Omnibusbahnhof – Kliniken – Gispersleben – Kühnhausen – Elxleben (Gera) – Walschleben – Andisleben – Dachwig – Döllstädt – Großfahner – Gierstädt |                          |
| 1e             | Omnibusbahnhof – Marbach – Salomonsborn |                          |
| 2a             | Omnibusbahnhof – Salinenstraße – Mittelhausen – Nöda – Riethnordhausen – Haßleben – Werningshausen                                                |                          |
| 2b             | Omnibusbahnhof / Nordbahnhof – Sulzer Siedlung – Stotternheim – Alperstedt                                                                        |                          |
| 2c             | Omnibusbahnhof / Nordbahnhof – Schwerborn |                          |
| 2d             | Omnibusbahnhof – Sulzer Siedlung – Stotternheim – Schwansee – Großrudestedt – Kleinrudestedt – Kranichborn                                        |                          |
| 3a             | Omnibusbahnhof – Kerspleben – Töttleben – Kleinmölsen – Udestedt – Eckstedt – Markvippach – Dielsdorf – Schloßvippach                             |                          |
| 3b             | Omnibusbahnhof – Großmölsen – Ollendorf |                          |
| 3c             | Omnibusbahnhof – Kerspleben – Töttleben – Kleinmölsen – Udestedt – Eckstedt – Markvippach – Vippachedelhausen                                     |                          |
| 4a             | Omnibusbahnhof – Mönchenholzhausen – Sohnstedt – (Obernissa) – Eichelborn – Hayn                                                                  |                          |
| 4b             | Omnibusbahnhof – Linderbach – Büßleben |                          |
| 4c             | Omnibusbahnhof – Linderbach – Azmannsdorf |                          |
| 4d             | Omnibusbahnhof – Niederzimmern |                          |
| 5a             | Omnibusbahnhof – Dittelstedt – Urbich – Niedernissa – Haarberg – Klettbach (– Schellroda)                                                         |                          |
| 6a             | Omnibusbahnhof – Waldschlößchen – Egstedt – Bechstedt-Wagd – Werningsleben – Elxleben (– Alkersleben)                                             |                          |
| 6b             | Omnibusbahnhof – Waldschlößchen – Egstedt – Bechstedt-Wagd – Werningsleben – Gügleben – Riechheim (– Riechheimer Berg (nur im Sommer))            |                          |
| 6d             | Omnibusbahnhof – Waldschlößchen – Egstedt – Rockhausen – Kirchheim                                                                                |                          |
| 7a             | Omnibusbahnhof – Hochheim – Bischleben – Stedten – Molsdorf (– Freudenthal)                                                                       |                          |
| 7b             | (Omnibusbahnhof –) Philipp-Müller-Platz – Schmira – Frienstedt – Gamstädt – (Kleinrettbach) – Ermstedt – Nottleben                                |                          |
| 7c             | Omnibusbahnhof – Bindersleben – Alach – Töttelstädt / Zimmernsupra – Bienstädt                                                                    |                          |
| 7d             | Hauptfriedhof – Bindersleben – Gottstedt |                          |
| 7e             | (Omnibusbahnhof –) Hauptfriedhof – Bindersleben – Alach – Töttelstädt – Zimmernsupra – Ermstedt – Nottleben                                       |                          |
| 8b             | Omnibusbahnhof – Meckfeld – Stiefelburg – Tonndorf – Nauendorf – Omnibusbahnhof                                                                   |                          |
| 8c             | Omnibusbahnhof – Klettbach – Nauendorf – (Tonndorf) – Hohenfelden – Kranichfeld, Anger                                                            |                          |

### 1972 bis 1992

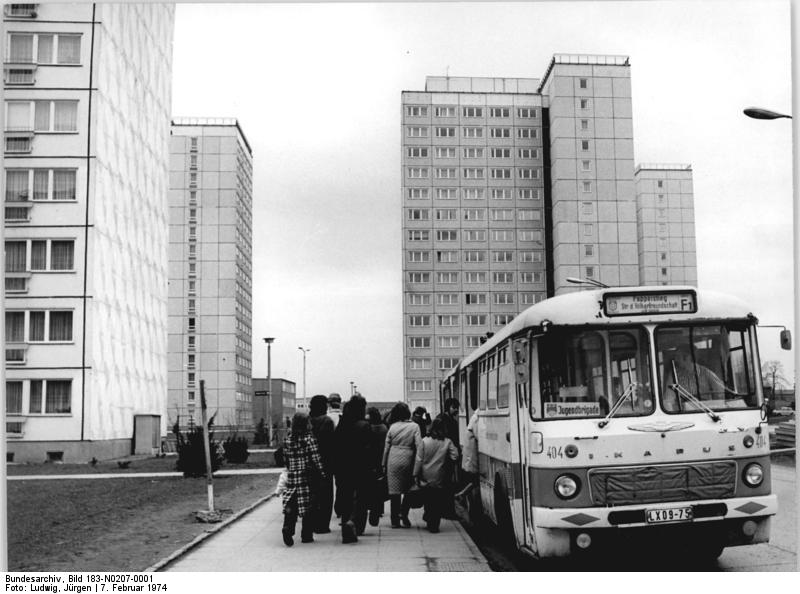
Ikarus-Bus Linie F_{1} im Wohngebiet Erfurt-Nord / Rieth

1972 wurde das Stadtliniennetz komplett umgestellt und für die meisten Linien neue Bezeichnungen eingeführt. Die letzte noch in Betrieb befindliche O-Bus-Linie erhielt die Bezeichnung A. Die Stadtbuslinien hatten die Buchstaben B (Sulzer Siedlung, vormals A), C (Melchendorf, vormals O-Bus), D (Tannenwäldchen, neue Linie), E (Bindersleben, vormals D), F (Rieth, neue Linie), G (Daberstedt, vormals L), H (Saline-Siedlung) und I (Industriegebiet Nord), die seltener fahrenden Linien mit Regionalbuscharakter, offiziell als „Zubringerlinien“ bezeichnet, die Buchstaben S (Gispersleben, vormals B), T (Marbach, vormals C), U (Schmira, vormals E), V (Henne, vormals F), W (Rhoda, vormals G) und Z (Möbisburg, vormals K). Ihren Buchstaben behalten hatten nur die Linien H und I. Anfang der 1970er Jahre begann auch der Busverkehr über das Rieth. Die Linien F1 (oder F I) (Straße der Völkerfreundschaft–Domplatz) und F2 (oder F II) (Nordbahnhof–Vilniuser Straße) dienten anfangs dem Transport der Bauarbeiter, später der ersten Anwohner, in das Neubaugebiet. Die Linie F I verkehrte über die Riethstraße und endete in Höhe der heutigen Haltestelle Mainzer Straße. Die Linie F II fuhr über die Mittelhäuser Straße sowie von Norden her in die Straße der Völkerfreundschaft und endete zunächst an der Vilniuser Straße (heute Endstelle Rieth), wurde aber spätestens 1974 um eine Haltestelle zur Lowetscher Straße verlängert.
Anfang 1973 ersetzten Busse der zum Johannesplatz verlängerten Linie G die Straßenbahnlinie 4 durch die Krämpfervorstadt, heute ist dies die am stärksten frequentierte Buslinie in Erfurt (Linie 9). Andererseits wurden ab 1973 immer mehr Buslinien durch neugebaute Straßenbahnstrecken ersetzt, nämlich nach Rieth (Linie F I, 1974), Moskauer Platz (Linie J, 1978), Melchendorf (Linie C, 1983), Windischholzhausen (Linie 5e, 1987), Roter Berg (Linien K, L, M, 1992), Ringelberg (Linie A bzw. 40, 2000), Messe (Linie U bzw. 80, 2001) und nach Bindersleben (Linie E bzw. 91/92/99, 2005), sodass das Busliniennetz heute fast ausschließlich Zubringerfunktion zur Straßenbahn hat.
Mit Eröffnung der Straßenbahn zum Pappelstieg am 1. Mai 1973 wurden die Linien F I und S ebenfalls dorthin verlegt. Die Linie S wurde zum Fahrplanwechsel am 4. Juni 1973 in J umbenannt, da sie nun deutlich häufiger fuhr und als Stadtbuslinie angesehen wurde. Ebenfalls zum Fahrplanwechsel 1973 wurde die Linienführung der Möbisburger Linie Z verändert. Sie verkehrte anfangs über Hochheim und Bischleben, ab 1973 jedoch über Rhoda in Kombination mit der Linie W. Nur noch wenige Fahrten im Frühberufsverkehr begannen bzw. endeten nun in Rhoda. Über Bischleben verkehrten weiterhin die Regionallinien 7a und 7f.
Als am 7. Oktober 1974 die Straßenbahn auf das Rieth in Betrieb ging, wurde die Linie F I eingestellt und die Linie F II erhielt die Bezeichnung F. Die Linie J wurde gleichzeitig über Rieth zum Nordbahnhof verlängert. Die Linie F wurde im Mai 1976 zunächst eingestellt, als die S-Bahn Erfurt eröffnet wurde, aber zum 2. Mai 1977 wieder betrieben und nach Mittelhausen verlängert. Sie ergänzte dann die Regionalbusse der Linie 2a auf dieser Strecke. Eine neue Zubringerlinie S fuhr ab dem 1. Juni 1975 nach Dittelstedt. Die Unterteilung in Stadtbus- und Zubringerlinien innerhalb des Stadtnetzes wurde schon 1982 wieder aufgegeben, die Buchstabenbezeichnungen mit der Lücke in der Mitte des Alphabets blieben jedoch weiterhin erhalten. Nach dem Fahrplan vom 28. Mai 1978 betrieben die Erfurter Verkehrsbetriebe die folgenden Buslinien. Heutige Straßen- und Haltestellenbezeichnungen wurden zur besseren Orientierung in Klammern ergänzt.
| Linie          | Streckenführung | Taktfolge (HVZ/Mo–Fr/Sa/So) | heutige Linie(n) |
| -------------- | --- | --------------------------- | ---------------- |
| Stadtlinien    | |                             |                  |
| A              | Ringelberg – Platz der Pariser Kommune (Leipziger Platz) – Poliklinik Mitte (Thomaseck) – Dalbergsweg – Hochheim | 7,5/15/10/15                | 2, 51            |
| B              | Nordbahnhof – An der Lache – Zoopark – Sulzer Siedlung (– Stotternheim (nur wenige Fahrten)) | 10/30/30/30                 | 5, 30            |
| BE             | Nordbahnhof – An der Lache – Zoopark (nur im Sommer) | 30/30/30/30                 | 5                |
| C              | Omnibusbahnhof – Am Schwemmbach – Postsiedlung – Melchendorf | 6/10/10/10                  | 3, 4             |
| D              | Omnibusbahnhof – Am Schwemmbach – Tannenwäldchen | unvertaktet                 | 61               |
| E              | (Domplatz (nur sonntags) –) Hauptfriedhof – Flughafen – Bindersleben (– Gottstedt (nur einzelne Fahrten)) | 20/30/60/4F                 | 4, 80            |
| F              | Nordbahnhof – Straße der Völkerfreundschaft (Rieth) – Mittelhausen (– Stotternheim (nur wenige Fahrten)) (nur Mo–Fr) | 20/40-60/–/–                | 1, 20            |
| G              | Johannesplatz (Neusißstraße) – Eislebener Straße – Steinplatz – Ruhrstraße – Hauptbahnhof – Daberstedt | 5/7,5/7,5/7,5               | 9                |
| H              | Nordbahnhof – Saline – Stollberg-Siedlung | unvertaktet                 | 36               |
| I              | Stotternheimer Straße – Starkstrom-Anlagenbau (Paul-Schäfer-Straße) – Eugen-Richter-Straße (nur Einzelfahrten, zumeist waren dies Fahrten der Regionallinien 2b und 2c von und zum Busbahnhof nach Alperstedt, Stotternheim und Schwerborn oder Ausrücker der Linien B und H vom Betriebshof Breitscheidstraße) | unvertaktet                 | 35               |
| J              | Nordbahnhof – Straße der Völkerfreundschaft (Rieth) – Moskauer Straße (Moskauer Platz) – Gispersleben | 10/15/15/15                 | 1, 10            |
| JE             | Nordbahnhof – Straße der Völkerfreundschaft (Rieth) – Sofioter Straße | 7,5/15/15/15                | 1, 10            |
| K              | Nordbahnhof – An der Lache – Wohngebiet Roter Berg | 10/30/30/30                 | 5                |
| S              | Omnibusbahnhof – Linde – Dittelstedt | unvertaktet                 | 60               |
| T              | Domplatz – Blumenstraße – Marbach | 30/unvert.                  | 90               |
| U              | Omnibusbahnhof – Philipp-Müller-Platz – iga – Schmira | unvertaktet                 | 2, 80            |
| V              | Omnibusbahnhof – Henne Gasthaus – Henne Objekt | unvertaktet                 | 51, 52           |
| W              | Omnibusbahnhof – Waldhaus – Rhoda | unvertaktet                 | 60               |
| Z              | Omnibusbahnhof – Waldhaus – Rhoda – Möbisburg | unvertaktet                 | 60               |
| –              | Omnibusbahnhof – Zoopark (direkt) (nur sonntags im Sommer) | –/–/–/60                    | 5                |
| –              | Omnibusbahnhof – Philipp-Müller-Platz (Benaryplatz) – Flughafen (im Anschluss an Flüge) | unvertaktet                 | 4                |
| Regionallinien | |                             |                  |
| 1a             | Omnibusbahnhof – Gispersleben – Kühnhausen – Elxleben – Walschleben – Andisleben – Gebesee | unvertaktet                 | 111              |
| 1b             | Omnibusbahnhof – Gispersleben – Kühnhausen – Tiefthal | unvertaktet                 | 10               |
| 1c             | Omnibusbahnhof – Gispersleben – Kühnhausen – Elxleben – Witterda – Kleinfahner – Gierstädt – Großfahner – Döllstädt – Dachwig | unvertaktet                 | 111, 812         |
| 1d             | Omnibusbahnhof – Gispersleben – Kühnhausen – Elxleben – Walschleben – Andisleben – Dachwig – Döllstädt – Großfahner – Gierstädt | unvertaktet                 | 111, 812         |
| 1e             | Omnibusbahnhof / Domplatz – Marbach – Salomonsborn | unvertaktet                 | 90               |
| 2a             | Omnibusbahnhof – Mittelhausen – Nöda – Riethnordhausen – Haßleben – Werningshausen | unvertaktet                 | 220              |
| 2b             | Omnibusbahnhof / Nordbahnhof – Sulzer Siedlung (/ Schwerborn (nur einzelne Fahrten)) – Stotternheim – Alperstedt | unvertaktet                 | 30, 31, 132      |
| 2c             | Omnibusbahnhof / Nordbahnhof – Schwerborn | unvertaktet                 | 31               |
| 2d             | Omnibusbahnhof – Stotternheim – Schwansee – Kleinrudestedt – Großrudestedt – Kranichborn | unvertaktet                 | 208              |
| 2e             | Stotternheim – Mittelhausen – Nöda – Riethnordhausen – Haßleben – Ringleben – Gebesee – Andisleben – (Walschleben) – Dachwig | unvertaktet                 | 111, 220         |
| 3a             | Omnibusbahnhof – Kerspleben – Töttleben – Kleinmölsen – Udestedt – Eckstedt – Markvippach – Dielsdorf – Schloßvippach – Sprötau | unvertaktet                 | 43, 141          |
| 3b             | Omnibusbahnhof – Kerspleben – Töttleben – Kleinmölsen – Großmölsen – Ollendorf – Ballstedt – Hottelstedt – Buchenwald | unvertaktet                 | -                |
| 3c             | Omnibusbahnhof – Kerspleben – Töttleben – Kleinmölsen – Udestedt – Eckstedt – Markvippach – Vippachedelhausen | unvertaktet                 | 141              |
| 3d             | Omnibusbahnhof – Kerspleben – Töttleben – Kleinmölsen – Udestedt – Eckstedt – Markvippach – Bachstedt | unvertaktet                 | 141              |
| 4a             | Omnibusbahnhof – Mönchenholzhausen – Sohnstedt – (Obernissa) – Eichelborn – Hayn – Klettbach | unvertaktet                 | 52, 152          |
| 4b             | Omnibusbahnhof – Linderbach – Büßleben | unvertaktet                 | 51               |
| 4c             | Omnibusbahnhof – Linderbach – Azmannsdorf | unvertaktet                 | 51               |
| 4d             | Omnibusbahnhof – Kerspleben – Töttleben – Kleinmölsen – Niederzimmern | unvertaktet                 | 43, 152          |
| 5a             | Omnibusbahnhof – Dittelstedt – Urbich – Niedernissa – (Rohda) – (Windischholzhausen) – Haarberg – Klettbach (– Schellroda) | unvertaktet                 | 60, 155          |
| 5b             | Omnibusbahnhof – Dittelstedt – Urbich – Niedernissa – Haarberg – Klettbach – Nauendorf – (Tonndorf) – Hohenfelden – Kranichfeld | unvertaktet                 | 155              |
| 5c             | Omnibusbahnhof – Meckfeld – Stiefelburg – Tonndorf – Nauendorf – Omnibusbahnhof | unvertaktet                 | -                |
| 5d             | Omnibusbahnhof – Dittelstedt – Urbich – Niedernissa – Haarberg – Klettbach – Meckfeld – Gutendorf – Bad Berka | unvertaktet                 | 155, 235         |
| 5e             | Omnibusbahnhof (Bussteig 10/11) – Windischholzhausen – Suhle Quelle – Schellroda | unvertaktet                 | 58, 235          |
| 6a             | Omnibusbahnhof – Hubertus – Egstedt – Bechstedt-Wagd – Werningsleben – Elxleben | unvertaktet                 | 61, 357          |
| 6b             | Omnibusbahnhof – Hubertus – Egstedt – Bechstedt-Wagd – Werningsleben – Gügleben – Riechheim (– Riechheimer Berg) | unvertaktet                 | 61, 357          |
| 6d             | Omnibusbahnhof – Hubertus – Egstedt – (Rockhausen) – Bechstedt-Wagd – Werningsleben – Kirchheim | unvertaktet                 | 61, 357          |
| 7a             | Omnibusbahnhof – Hochheim – Bischleben – Stedten – Molsdorf | unvertaktet                 | 51               |
| 7b             | Omnibusbahnhof – Schmira – Luisenhof – Frienstedt – Gamstädt – (Kleinrettbach) – Ermstedt – Nottleben | unvertaktet                 | 80, 891          |
| 7c             | Omnibusbahnhof – Bindersleben – Alach – Töttelstädt – Bienstädt – Zimmernsupra – Ermstedt – Nottleben | unvertaktet                 | 92, 895          |
| 7d             | Omnibusbahnhof / Domplatz – Bindersleben – Gottstedt – Ermstedt | unvertaktet                 | 80               |
| 7e             | Omnibusbahnhof – Hochheim – Bischleben – Stedten – Ingersleben – Neudietendorf – Apfelstädt – Wandersleben – Freudental – Mühlberg | unvertaktet                 | 51, -            |

Im Sommer 1979 wurde die Linie K über die Greifswalder Straße zunächst zum Omnibusbahnhof verlängert. Die Anbindung dieses Gebiets war schon Ende der 1960er Jahre gefordert worden. Am 17. November 1979 wurde die Linie A geteilt und fuhr nun vom Omnibusbahnhof zum Ringelberg, während nach Hochheim etwa jeder zweite Kurs der Linie K verlängert wurde. Die Fahrten der Linie K, die nicht nach Hochheim geführt wurden, endeten an der Bonifaciusstraße (Benaryplatz). Die Linie K wurde im Berufsverkehr nun außerdem durch die Linie KE verstärkt, die vom Roten Berg zum Nordbahnhof fuhr. Zu den Zeiten, in denen die Linie KE fuhr, hielten die Busse der Linie K nicht am Nordbahnhof. Die Linie JE wurde 1980 eingestellt, jedoch 1984 zwischen Nordbahnhof und Ulan-Bator-Straße im Berufsverkehr wiedereröffnet. Im Berufsverkehr fuhr ab 1982 außerdem eine Expresslinie KS, die zwischen Roter Berg und Brühler Wallstraße (vormalige Haltestelle Bonifaciusstraße) nur an drei Stationen hielt. Ebenfalls ab 1982 verkehrte die Linie KE täglich und ganztägig. Die Linie K hielt jedoch außerhalb des Berufsverkehrs weiterhin auch am Nordbahnhof.
Mit der Verlängerung der Straßenbahn zur Kranichfelder Straße (heute Sozialversicherungszentrum) wurde die Buslinie C verkürzt und pendelte nur noch von der Gneisenaustraße (ab 1983 ab Kranichfelder Straße) bis nach Melchendorf, bis sie mit Eröffnung der Straßenbahn dorthin schließlich Ende 1983 ganz eingestellt wurde. Die Linien W und Z wurden 1983 zur Linie Z zusammengefasst. Ab demselben Jahr wurden die Fahrten vom Roten Berg zur Brühler Wallstraße als Linie L, und die Fahrten der bisherigen Linie KE als M bezeichnet. Die Schnelllinie KS erhielt die Bezeichnung LS. Ebenfalls ab 1983 wurden Fahrten nach Gottstedt nicht mehr als Linie E bezeichnet, sondern nur noch als Linie 7d. Im Abendverkehr fuhr dann jedoch bis etwa 1986 eine Fahrt der Linie E nach Alach. Ab 1984 hielten die Linien K und L auch im Berufsverkehr wieder am Nordbahnhof, nachdem zum gleichen Zeitpunkt die Linie M über Straße der Völkerfreundschaft (Rieth) geführt wurde.
Der „Baby-Bus“, der 1981 eingeführt wurde und den „Baby-Zug“ der Straßenbahn ersetzte, verband die Wohngebiete Roter Berg, Moskauer Platz, Rieth und Johannesplatz mit dem Stadtzentrum und verkehrte täglich mit einzelnen Fahrten, um die verschiedenen Kindereinrichtungen in diesen Gebieten zu verbinden. Er wurde zumindest 1985 noch auf dem Abschnitt Roter Berg–Johannesplatz (Ammertalweg) betrieben, aber schon kurz danach wieder eingestellt. Ab dem 2. November 1985 verkehrten die Linien J und JE statt über Rieth über die Straße Am Roten Berg und Moskauer Platz. 1986 wurde zur weiteren Verstärkung die Linie J 1 eingeführt, die wochentags im Tagesverkehr halbstündlich vom Rieth über Moskauer Platz zur Ulan-Bator-Straße verkehrte. Im selben Jahr wurde die Linie Z nach Hochheim verlängert und die Linie I eingestellt. Etwa 1988 wurde die Linie JE eingestellt und dafür die Linie J nach Gispersleben verdichtet. Ebenfalls zu dieser Zeit wurde die Linie S zu einer ganztägig fahrenden Linie und bestand nicht mehr nur aus einer Fahrt am Tag.
Im Regionalverkehr wurde 1979 die Linie 2e auf den Abschnitt von Mittelhausen nach Dachwig verkürzt, zwischen Mittelhausen und Stotternheim fuhren Wagen der Linie 2a. 1982 wurde die Linie 2e zur Ringlinie. Sie verkehrte nun vom Busbahnhof über Gispersleben, Witterda, Gierstädt, Dachwig, Gebesee, Haßleben und Mittelhausen zurück zum Busbahnhof. Bereits vorher waren Busse der Linie 2e ab Dachwig teilweise weiter als Linie 1c gefahren. Die Verbindung zwischen Mittelhausen und Stotternheim wurde nun eingestellt. Die Linie 3d ging 1979 in der Linie 3a auf, die Fahrten nach Bachstedt wurden teilweise bis Schloßvippach durchgebunden. 1984 wurde die Linienbezeichnung 3d für die Fahrten nach Bachstedt wieder eingeführt. Ab 1988 oder 1989 fuhr die Linie 1e mit allen Fahrten ab Domplatz.

### 1992 bis 2009
Mit der Eröffnung der Straßenbahn zum Zoopark am 23. August 1992 wurden die bisherigen Buslinienbezeichnungen auf Zahlen geändert. Die Stadtlinien erhielten zweistellige Nummern, die Regionallinien dreistellige. Auf Strecken, wo Regionallinien bis zur Stadtgrenze parallel zu einer Stadtlinie verkehrten, wurden die Fahrpläne abgestimmt und die Regionallinien hielten nun an allen Haltestellen, die auch von den Stadtlinien bedient wurden. Die wichtigsten Linien wurden mit Fünfer- und Zehnerzahlen bezeichnet. Als Stadtlinien wurden mit ihren früheren Entsprechungen die Linien 10 (J), 15 (J1), 25 (M), 30 (B), 35 (K/L), 36 (H), 40 (A/K), 45 (C), 50 (G), 60 (Z), 80 (U), 90 (T) und 91 (E) betrieben. Die Linie 45 verkehrte vom Busbahnhof über die Leipziger Straße und Kalkreiße nach Am Wasserturm. Sie war 1991 aus dem Reichsbahn-Werksverkehr hervorgegangen und kurzzeitig von der EVAG als Linie C betrieben worden. Durch die Verlängerung der Straßenbahn zum Zoopark entfielen die Linien K und L auf diesem Abschnitt. Die Durchbindung der Linie K nach Hochheim wurde aufgehoben, sodass die Linie 35 nun zwischen Grubenstraße und Benaryplatz (Brühler Wallstraße) verkehrte. Nach Hochheim wurde stattdessen die Linie 40 geführt. Die bisherigen Stadtlinien D, F, S und V gingen in Regionallinien auf.
Am 23. August 1992 verkehrten folgende Linien der EVAG:
| Linie | Streckenführung | Taktfolge (HVZ/Mo–Fr/Sa/So) |
| ----- | --- | --------------------------- |
| 10    | Grubenstraße – August-Frölich-Straße – Moskauer Platz – Ulan-Bator-Straße (Europaplatz) – Gispersleben | 8–10/15/15/30               |
| 15    | Rieth – Moskauer Platz – Ulan-Bator-Straße (nur Mo–Fr, 5–18 Uhr) | 30/30/–/–                   |
| 25    | Salinenstraße – Rieth – Zoopark | 10/15/15/20                 |
| 30    | Grubenstraße – Stotternheimer Straße – Sulzer Siedlung | 60/60/30-60/30-60           |
| 35    | Grubenstraße – Paul-Schäfer-Straße – Greifswalder Straße – Leipziger Platz – Juri-Gagarin-Ring – Benaryplatz (nur Mo–Fr, 5–19 Uhr) | 15/60/–/–                   |
| 36    | Grubenstraße – Paul-Schäfer-Straße – Saline – Stollberg-Siedlung (nur bis 19 Uhr) | 30-60/-/3F/3F               |
| 40    | Hochheim – Juri-Gagarin-Ring – Leipziger Platz – Gartenbauschule – Ringelberg | 15/15/15/20                 |
| 45    | Busbahnhof – Leipziger Platz – Kalkreiße – Am Wasserturm (nur Mo–Fr bis 22 Uhr und eine Fahrt So 22 Uhr) | 15/60/–/1F                  |
| 50    | Salinenstraße – Johannesplatz – Steinplatz – Ruhrstraße – Busbahnhof – Spielbergtor – Jenaer Straße – Daberstedt | 10/15/15/15                 |
| 60    | Busbahnhof – Landtag – Rhoda – Möbisburg – Stedten – Bischleben – Hochheim (nur bis 22 Uhr) | 30/60/90/90                 |
| 80    | Benaryplatz – ega – Schmira | MF 7F, Sa 2F, So 1F         |
| 90    | Domplatz – Plauener Weg – Marbach | 60/60–120/60–120/1F         |
| 91    | Hauptfriedhof – Flughafen – Bindersleben | MF 4F, Sa 7F, So 4F         |
| 111   | Busbahnhof – Gispersleben – Kühnhausen – Elxleben/Gera – Walschleben – Andisleben – Gebesee (– Ringleben) (nach Ringleben nur im Berufsverkehr und Sa/So)                                                                                  | 20–60/120/3F/2F             |
| 112   | Busbahnhof – Gispersleben – Kühnhausen – Elxleben/Gera – Witterda – Kleinfahner – Gierstädt – Großfahner – Döllstädt – Dachwig (– Andisleben – Gebesee (nur Mo–Fr einige Fahrten))                                                         | 20-60/120/3F/2F             |
| 120   | Salinenstraße – Rieth – Gewerbegebiet Nord – Mittelhausen (nur Mo-Sa) | MF 8F, Sa 2F                |
| 121   | Salinenstraße – Rieth – Gewerbegebiet Nord – Mittelhausen – Kühnhausen – Tiefthal | 60/–/2F/2F                  |
| 122   | Busbahnhof – Salinenstraße – Rieth – Gewerbegebiet Nord – Mittelhausen – Nöda – Riethnordhausen – Haßleben – Werningshausen | 60/–/4F/2F                  |
| 123   | Busbahnhof – Salinenstraße – Rieth – Gewerbegebiet Nord – Mittelhausen – Nöda – Riethnordhausen – Haßleben – Ringleben (nur Mo–Fr früh und vormittags)                                                                                     | 1F/1F/–/–                   |
| 130   | Grubenstraße – Stotternheimer Straße – Sulzer Siedlung – Stotternheim, Karlsplatz | 60/60/3F/3F                 |
| 131   | Grubenstraße – Schwerborn – Stotternheim – Alperstedt (– Großrudestedt (nur im Berufsverkehr zwei Fahrten)) | 60/–/3F/2F                  |
| 132   | Grubenstraße – Schwerborn – Stotternheim – Schwansee – Kleinrudestedt – Großrudestedt – Kranichborn (nur Mo–Sa) | 60–100/1F/2F/–              |
| 141   | Busbahnhof – Ringelberg – Kerspleben – Töttleben – Kleinmölsen – Udestedt – Eckstedt – Markvippach – Dielsdorf – Schloßvippach (– Sprötau (nur im Berufsverkehr))                                                                          | 60/–/3F/2F                  |
| 142   | Busbahnhof – Ringelberg – Kerspleben – Töttleben – Kleinmölsen – Großmölsen – Ollendorf (– Ballstedt – Bachstedt – Markvippach – Dielsdorf – Schloßvippach (nur einzelne Fahrten im Berufsverkehr))                                        | 10-60/–/4F/3F               |
| 143   | Ollendorf – Großmölsen – Kleinmölsen – Udestedt (nur im Berufsverkehr) | 3F/–/–/–                    |
| 144   | Bachstedt – Markvippach – Eckstedt – Großrudestedt – Schloßvippach – Sprötau (nur Mo–Fr im Schülerverkehr) | 1-2F/–/–/–                  |
| 151   | Busbahnhof – Gewerbegebiet Ost – Henne, Bundeswehr – Linderbach – Azmannsdorf – Linderbach – Büßleben (– Urbich (nur im Berufsverkehr)) | 60/–/6F/3F                  |
| 152   | Busbahnhof – Gewerbegebiet Ost – Henne, Gasthaus – Linderbach – Mönchenholzhausen – Hochstedt – Vieselbach – (Wallichen – Vieselbach (nicht alle Fahrten)) – Niederzimmern (nur im Berufsverkehr und eine Fahrt Sa nach Mönchenholzhausen) | 30-90/–/1F/–                |
| 153   | Busbahnhof – Gewerbegebiet Ost – Henne, Gasthaus – Linderbach – Mönchenholzhausen – Sohnstedt – Obernissa – Eichelborn – Hayn – Klettbach                                                                                                  | 3–4F/1F/3F/2F               |
| 154   | Busbahnhof – Dittelstedt – Urbich – Niedernissa – Haarberg – Klettbach – Meckfeld – Gutendorf – Bad Berka, München I (nur Mi, Sa, So) | 1F/1F/2F/2F                 |
| 155   | Busbahnhof – Dittelstedt – Urbich – Niedernissa – Haarberg – Klettbach – Hohenfelden – (Tonndorf) – Kranichfeld | 4F/1F/3F/2F                 |
| 156   | Busbahnhof – Dittelstedt – Urbich – Niedernissa – Haarberg – Klettbach – Schellroda | 4F/1F/1F/1F                 |
| 157   | Busbahnhof – Dittelstedt – Urbich – Niedernissa – Rohda/Haarberg – Obernissa – Sohnstedt – Eichelborn – Hayn (– Klettbach (nur Mo–Fr nachmittags)) (nur Mo-Sa)                                                                             | 4-6F/–/3F/–                 |
| 158   | Busbahnhof – Spielbergtor – Jenaer Straße – Herrenberg – Windischholzhausen – Suhle Quelle – Schellroda | 5-6F/–/3F/2F                |
| 159   | Urbich – Niedernissa – Windischholzhausen – Suhle Quelle – Schellroda (nur Mo–Fr im Schülerverkehr) | 3F/–/–/–                    |
| 161   | Busbahnhof – Tannenwäldchen – Hubertus – Egstedt – Bechstedt-Wagd – Werningsleben – Elxleben/Steiger | 60/–/5F/2F                  |
| 162   | Busbahnhof – Kaffeetrichter – Hubertus – (Waltersleben) – Egstedt – (Rockhausen) – Bechstedt-Wagd – Werningsleben – Kirchheim – Elxleben/Steiger                                                                                           | 60–120/–/3F/2F              |
| 163   | Busbahnhof – Kaffeetrichter – Hubertus – Egstedt – Bechstedt-Wagd – Werningsleben – Gügleben – Riechheim (– Riechheimer Berg (nur eine Fahrt April bis Oktober)) (nur Mo-Sa)                                                               | MF 3F, Sa 2F                |
| 164   | Kirchheim – Werningsleben – Elxleben/Steiger | MF 3-5F, Sa/So 2-3F         |
| 170   | Busbahnhof – Dalbergsweg – Hochheim – Bischleben – Stedten – Marienthal – (Molsdorf (nur im Berufsverkehr eine Fahrt sowie Sa/So)) – Ingersleben – Neudietendorf – Apfelstädt – Wandersleben – Freudenthal – Mühlberg                      | MF 4-5F, Sa/So 3F           |
| 171   | (Busbahnhof – Dalbergsweg – Hochheim – Bischleben – Stedten – Marienthal – (nicht alle Fahrten)) Molsdorf – Ingersleben / Kornhochheim – Neudietendorf – Apfelstädt (nur Mo–Fr im Schülerverkehr)                                          | unvertaktet                 |
| 180   | Busbahnhof – Benaryplatz – ega – Schmira – Frienstedt – Gamstädt – Kleinrettbach | 60/1F/4F/2F                 |
| 190   | Domplatz – Plauener Weg – Marbach – Salomonsborn | 60–120/180/120–180/120–180  |
| 191   | Busbahnhof – Hauptfriedhof – Flughafen – Bindersleben – Gottstedt – Ermstedt – Nottleben | 60/120/4F/2F                |
| 192   | Busbahnhof – Hauptfriedhof – Flughafen – Bindersleben – (Schaderode (nur eine Fahrt im Schülerverkehr)) – Alach – Zimmernsupra / Töttelstädt – Bienstädt                                                                                   | 60/120/4F/2F                |

Ab 1993 wurden die Fahrten der Linie 151 nach Henne als Linie 51 bezeichnet. Nach der Eingemeindung von 27 Vororten im Jahr 1994 wurden ab dem 1. Januar 1995 einige der Regionallinien zu Stadtlinien und erhielten zweistellige Liniennummern. Einzelne Regionallinien wurden an andere Unternehmen abgegeben. Die Stadtlinie 15 wurde zur Salinenstraße und nach Tiefthal verlängert und ersetzte die Linie 121. Die neue Linie 20 verkehrte von Daberstedt im Linienweg der Linie 50 bis zur Salinenstraße und weiter nach Mittelhausen, die bisherigen Linien 120 und 121 entfielen. Die Linien 25 und 50 wurden zur neuen Linie 50 von Daberstedt zum Zoopark zusammengelegt. Die Linie 30 wurde nach Stotternheim verlängert und ersetzte die Linie 130. Die Linie 131 wurde in 31 umbenannt. Das Angebot der Linie 151 wurde in die Linie 51 integriert, sowie die Linien 152 und 158 in 52 bzw. 58 umbenannt. Die neue Linie 59 verkehrte vom Busbahnhof über Dittelstedt nach Niedernissa. Die neue Linie 61 verkehrte vom Busbahnhof über Waltersleben und Egstedt nach Bechstedt-Wagd, landwärts über Rockhausen. Gleichzeitig wurden die Linien 161, 162 und 164 zur Linie 162 verschmolzen, die nun teilweise über Tannenwäldchen nach Elxleben verkehrte. Als Verstärkung der Linie 170 wurde die Linie 70 neu eingerichtet, die vom Busbahnhof nach Molsdorf verkehrte. Die Linien 80 und 180, 90 und 190 bzw. 91 und 191 wurden zu den neuen Linien 80, 90 bzw. 91 verknüpft. Die Linie 192 wurde in 92 umbenannt. Gleichzeitig wurden die Linien 35 und 80 verknüpft, sodass nun die Linie 80 ebenfalls ab Grubenstraße verkehrte. Fahrten von dort nach Schmira, Frienstedt und Kleinrettbach fuhren als Linie 80, Fahrten zum Benaryplatz als Linie 35, die nun nur noch wochentags im Tagesverkehr im Einsatz war.
Anfang 1997 wurde die Linie 40 zur neuen Endstelle Ringelberg am Marcel-Breuer-Ring verlängert. Hinzu kam im Stadtverkehr ab dem 2. Juni 1996 noch die Linie 12 (Busbahnhof–Elxleben Möbelhaus). Am 28. April 1997 wurde die Schnelllinie 99 vom Busbahnhof zum Flughafen eingerichtet, die 2005 mit Eröffnung der Stadtbahn zum Flughafen wieder entfiel. Außerdem fuhr ab 24. Mai 1998 in den Nächten von Samstag auf Sonntag eine Linie 33 vom Anger über die Eugen-Richter-Straße, Roter Berg, Moskauer Platz, Europaplatz zurück zum Anger, die als Red Dog – Der Discospringer beworben wurde. Sie wurde zum Fahrplanwechsel am 6. Oktober 2007 in N33 umbenannt und Am 31. Oktober 2010 durch die Linie N30 nach Stotternheim ersetzt. Die Verknüpfung der Linien 35 und 80 entfiel ab dem 2. Juni 1997 wieder, sodass die Linie 80 nun ab der Straßenbahnendstelle ega verkehrte und die Linie 35 von der Grubenstraße zum Busbahnhof. Die Brühlervorstadt wurde weiterhin durch die Linie 40 bedient.
Im Sommer 1998 wurde die Linie 40 in Ringelberg erneut verlängert und endete nun am Geisinger Weg (heute Wagenfeldstraße). Bis 2000 gab es dann einige Änderungen im Liniennetz. Die Linie 12 wurde am 30. Mai 1999 ersatzlos eingestellt, zum gleichen Zeitpunkt verlängerte die EVAG die Linie 15 ebenfalls nach Daberstedt, sodass auf dem Abschnitt zwischen Rieth und Daberstedt nun die Linien 15, 20 und 50 verkehrten. Dafür fuhr nun nur noch halbstündlich ein Bus nach Mittelhausen und zum Zoopark, statt wie bisher alle 20 Minuten. Auch die Linie 51 wurde ab diesem Termin verlängert, nämlich zur Straßenbahnendstelle Windischholzhausen (heute Urbicher Kreuz). Am anderen Streckenende fuhr sie jedoch zunächst nur noch bis zum Busbahnhof. Gleichzeitig wurde die Linie 58 auf den Abschnitt Windischholzhausen–Schellroda verkürzt. Eine neue Linie 43 fuhr ab dem 27. Mai 2000 vom Busbahnhof über Kerspleben, Töttleben, Kleinmölsen und Wallichen nach Vieselbach. Die ebenfalls neue Linie 65 verkehrte mit einzelnen Fahrten zwischen Blücherstraße und dem Thüringer Einkaufszentrum (TEC). Eine weitere neue Linie 95 fuhr zwischen Marbach und Grubenstraße über Moskauer Platz und August-Frölich-Straße, am Wochenende nur zwischen Thüringenpark und Marbach. Sie ersetzte die seit 1999 im Berufsverkehr fahrende Linie 90A, die wie die Linie 90, jedoch mit dem Umweg über Ulan-Bator-Straße verkehrte. Im Regionalverkehr wurde die Linie 171 in die Linie 170 integriert. Die Regionallinie 162 wurde auf den Abschnitt Busbahnhof–Tannenwäldchen eingekürzt und in 62 umbenannt.
Mit der Eröffnung der Straßenbahn zum Ringelberg wurde im Jahr 2000 die Linie 40 eingestellt. Die Linien 35 und 45 wurden zur neuen Linie 35 von der Grubenstraße nach Am Wasserturm verbunden. Die Linien 43, 141 und 142 endeten nun am Marcel-Breuer-Ring. Die Linie 163 wurde 2000 nach Hohenfelden, teilweise sogar nach Kranichfeld verlängert.
Die Linie 58 fuhr ab 1. November 2002 mit einigen Fahrten nach Klettbach sowie Linie 59 mit einigen Fahrten nach Rohda/Haarberg, als Ersatz für die dann eingestellten Linien 156 und 157. Die Linie 51 wurde 2003 wieder nach Hochheim verlängert, wohin sie bereits bis 1999 fuhr. Von 2002 bis Ende 2004 wurde außerdem eine Linie 25 betrieben, die nur im Berufsverkehr von der Salinenstraße über Rieth zur Camburger Straße verkehrte. Am 28. Juni 2002 ging außerdem der umgebaute Busbahnhof in Betrieb. Das Empfangsgebäude befindet sich seither in Mittellage. Die Zahl der Abfahrtsstände wurde auf sechs reduziert, hinzu kommen Haltestellen auf der Westseite der Bürgermeister-Wagner-Straße sowie vor dem Intercity-Hotel, die Fernbussen und dem Schienenersatzverkehr der Deutschen Bahn dienen und als Bussteig 7 bzw. 8 bezeichnet werden.
Am 5. Oktober 2007 wurde das Liniennetz erneut umgestellt. Durch die Eröffnung der Straßenbahnstrecke zwischen Salinenstraße und Rieth wurde die Buslinie 9 eingeführt, die im Straßenbahntakt verkehrt, und zwischen Daberstedt und Nordbahnhof die Linien 15, 20 und 50 ersetzte. Der Abschnitt von der Salinenstraße zum Rieth wurde nun von der Straßenbahnlinie 1 befahren. Die Linie 15 wurde auf den Abschnitt Europaplatz–Tiefthal verkürzt, die Linie 20 auf den Abschnitt Rieth–Mittelhausen und die Linie 50 entfiel ganz. Zwischen Rieth und Zoopark pendelte nun eine neue Linie 26.

### 2010 bis 2019
Der Fahrplanwechsel am 31. Oktober 2010 brachte einige weitere Änderungen. Im Süden wurden unter anderem die bisherigen Linien 51, 59 und 60 verknüpft und fahren seitdem als Linien 51 (von Möbisburg und Molsdorf über Hochheim, Zentrum und Linderbach nach Urbicher Kreuz), 60 (von Möbisburg über Rhoda, Zentrum und Dittelstedt nach Urbicher Kreuz) und 75 (nur im Schülerverkehr von Hochheim und Molsdorf über Möbisburg nach Waltersleben und Egstedt). Die Linie 62 wurde in das Angebot der Linie 61 integriert, die seitdem stündlich als Ringverkehr über Egstedt und Waltersleben fährt. Gleichzeitig war eine Linientaxi-Pendellinie 65 zwischen Urbicher Kreuz und Melchendorf über die Konrad-Zuse-Straße eingeführt worden, die im Berufsverkehr fuhr, sodass es für einige Zeit zwei verschiedene Linien mit der Nummer 65 gab. Schließlich wurden weitere Regionallinien an andere Verkehrsbetriebe abgegeben sowie einige Stadtlinien verkürzt, die bisher das Stadtgebiet verließen. Auch diese Abschnitte wurden teilweise von anderen Verkehrsunternehmen übernommen. Dies betrifft die Linien 112, 163 und 170 im Regionalverkehr und 58, 61, 80, 91 und 92 im Stadtverkehr, die nun vor der Stadtgrenze endeten. Außerdem wurden die außerhalb Erfurts gelegenen Abschnitte der Linien 31 (nach Alperstedt) und 52 (nach Niederzimmern) in Regionallinien (132 bzw. 152) umgewandelt, ein Umstieg war dennoch in den meisten Fällen nicht nötig. In die Linie 152 wurde auch das Angebot der Linie 153 integriert, sodass die 152 dann zwischen Niederzimmern und Hayn verkehrte. Die Linien 70, 142 und 170 wurden ganz eingestellt, sodass für Molsdorf die geradlinige Anbindung an die Erfurter Innenstadt entfiel, da die Linie 51 den Umweg über Möbisburg fuhr. Erst ab dem 21. August 2011 fuhren die Fahrten der Linie 51 nach Molsdorf auf direktem Weg.
Seit dem 1. August 2012 ist das Zalando-Logistikzentrum im Osten Erfurts mit einer eigenen Haltestelle an das Nahverkehrsnetz angebunden. Die Linie 52 hält zum Schichtwechsel dort, ebenso die Regionallinie 234. Am 2. September 2012 wurde die Linie 65 auf der Konrad-Zuse-Straße wegen Irrentabilität wieder eingestellt und stattdessen die andere Linie 65 (bisher Einkaufszentrum–Blücherstraße) zum Wiesenhügel verlängert.
Am 17. September 2012 traten einige zum Teil befristete Änderungen in Kraft. Die Straße zwischen Rhoda und Möbisburg wurde bis auf weiteres vollgesperrt, was zu einer Aufhebung des Ringverkehrs der Linien 51 und 60 im Tagesverkehr führte. Die Linie 51 verkehrte nun bis Molsdorf bzw. Möbisburg, Schule, die Linie 60 verkehrte nur noch bis Rhoda. Lediglich im Spätverkehr (nach 21 Uhr) fuhr die Linie 60 über Rhoda und Waltersleben nach Möbisburg. Die Linie 75 fuhr nun von Rhoda kommend über Egstedt und Waltersleben nach Möbisburg und wurde gleichzeitig nach Hochheim verlängert. Im Frühberufsverkehr wird seither auf dieser Linie auch eine Fahrt von Rhoda über Waltersleben, Möbisburg und Bischleben nach Hochheim angeboten, die auch in den Schulferien verkehrt. Die Nachtlinie N2 wurde am selben Tag über die Wagenfeldstraße hinaus bis Ringelberg verlängert. Vom 1. Juni bis 26. August 2013 sowie erneut vom 16. Juni bis 20. Juli 2014 war die Sperrung zwischen Rhoda und Möbisburg aufgehoben. Endgültig beendet war die Baumaßnahme erst am 21. November 2014.
Mit dem Fahrplanwechsel am 1. Dezember 2012 wurden erneut einige Buslinien umgestellt. Die Linien 15 (Europaplatz–Tiefthal), 26 (Rieth–Zoopark) und 91 (Ermstedt–Büropark Airfurt) entfielen und wurden durch Verlängerungen der Linien 10, 30 bzw. 80 ersetzt. Die Linie 10 verkehrt seither von der Grubenstraße über Gispersleben und Kühnhausen nach Tiefthal, die Linie 30 von Stotternheim über die neugebaute Straße Am Zoopark und die Wendeschleife Zoopark bis zur Endstelle Rieth, und die Linie 80 von der Messe über Schmira, Frienstedt, Gamstädt und Ermstedt zum Büropark Airfurt. Auch die Nachtlinie N30 verkehrt nun in beide Richtungen über Rieth und Zoopark. Abends und am Wochenende verkehrt die Linie 31 seither nur noch zwischen Schwerborn und Stotternheim im Wagendurchlauf auf Linie 30, wochentags verkehren einzelne Fahrten nur zwischen Grubenstraße und Schwerborn. Die Linie 52 wird mit einigen Fahrten nach Niederzimmern verlängert, sodass der Linienwechsel in Vieselbach auf Linie 152 entfällt, sie fährt jedoch nicht mehr über Wallichen, sodass dort nur noch die Linie 43 zur Verfügung steht. Als Linie 152 werden nun nur noch Fahrten zwischen Niederzimmern bzw. Vieselbach und Hayn bezeichnet. Die Linien 90 und N90 werden in Richtung Salomonsborn bzw. Marbach über die neue Haltestelle Oberer Stadtweg geleitet. Seit Mai 2013 fährt die Linie 30 an Sommerwochenenden zur besseren Anbindung des Stotternheimer Sees über Stotternheim, Bahnhof.
Das Hochwasser im Juni 2013 beschädigte die Winzerstraße in Hochheim so stark, dass sie vom 10. Juni 2013 bis 23. Dezember 2015 gesperrt war. Die Linie 51 verkehrte in dieser Zeit über die Motzstraße und führte in Richtung Hochheim im Tagesverkehr etwa stündlich Fahrten über die Wendeschleife Wartburgstraße aus, die Anfang der 1960er Jahre für den O-Bus angelegt wurde.
Der Fahrplanwechsel der RVG Gotha brachte ab 30. März 2014 einige Änderungen bei den Linien, die Erfurt bedienen. Die Linie 812 (frühere EVAG-Linie 112) wurde ganztags nach Dachwig verlängert und fährt nun immer über Döllstädt, wo Anschluss an die Züge besteht. Die Linien um Bienstädt wurden neu geordnet. Die bisherige Linie 891 (Gotha–Flughafen Erfurt) wurde verkürzt und endet nun wochentags in Gamstädt; sie berührt das Stadtgebiet von Erfurt nun nur noch in Ermstedt. Samstags fahren die Busse dieser Linie weiterhin bis zum Flughafen. Die Linie 895 (bisher Töttelstädt–Neudietendorf) wurde bis Bienstädt verkürzt und hat nun ebenfalls nur noch in Ermstedt Anschluss an das Erfurter Stadtnetz. Eine neue Linie 894 verkehrt von Bienstädt über Nottleben, Ermstedt und Gamstädt zum Flughafen und übernimmt die Verkehrsaufgaben der verkürzten Linien in diesem Bereich. In Gamstädt besteht ein gewährleisteter Anschluss zur Linie 891 aus Richtung Gotha, in Bienstädt bestehen ebenfalls Anschlüsse an die dort abfahrenden Linien. Zwischen Bienstädt und Erfurt-Töttelstädt werden wochentags drei Pendelfahrten angeboten, die ebenfalls als Linie 894 fahren.
Ab dem 16. Juni 2014 verkehrte die Linie 80 nur noch von P+R-Platz Messe bis Frienstedt. Der Abschnitt vom Flughafen nach Ermstedt wurde seitdem von einer neuen Linie 91 bedient, die bereits bis 2012 auf dieser Strecke fuhr. Die Linie 92 wurde ebenfalls zum Flughafen geführt. Der Ort Gamstädt wird nicht mehr von EVAG-Bussen angefahren, weiterhin verkehren hier die Linien 891, 894 und 895 des RVG Gotha. Weitere Änderungen werden ab dem 1. September 2014 wirksam. Die Linie 20 bedient dann im Berufsverkehr (früh Richtung Mittelhausen, nachmittags Richtung Rieth) das neueröffnete Logistikzentrum an der Kühnhäuser Straße. Die Linie 61 bedient das Möbelhaus in Waltersleben nicht mehr, sodass hier nur noch die Linie 350 zur Verfügung steht.
Zum Fahrplanwechsel am 9. Februar 2015 wurde die Linie 75 auf die Strecken von Möbisburg nach Molsdorf und über Rhoda und Egstedt nach Waltersleben beschränkt. Bischleben wird seither nicht mehr durch diese Linie bedient. Am Wochenende und an Feiertagen wurde zudem die Linie 90 nach Alach verlängert und mit der Linie 92 durchgebunden, die dann nur noch zwischen Alach und Töttelstädt verkehrt. Dabei wird jedoch nun samstags auch Schaderode bedient. Die Linie 90 bediente nun außerdem wochentags mit einigen Fahrten die Haltestelle Blumenstraße statt der normalen Linienführung entlang der Nordhäuser Straße. Wegen zu geringer Inanspruchnahme wurde diese Änderung jedoch zum 13. Juli 2015 wieder rückgängig gemacht. Die Linie 10 wurde sonntags ganztägig auf den Abschnitt Europaplatz–Tiefthal beschränkt. Auf der Linie 58 wird am Wochenende nun ein einzelnes Fahrtenpaar vormittags angeboten, zwei weitere Fahrten pro Richtung erfolgen wie bisher durch die Regionallinie 235. Mehr Fahrten werden abends und samstags auch auf der Linie 61 angeboten. Außerdem wurde der Nachtverkehr an Wochenendnächten neugeordnet. Auf mehreren Linien (10, 20, 30, 43, 51/60, 80, 90) werden in Nächten vor arbeitsfreien Tagen zusätzliche Spätfahrten um Mitternacht herum angeboten. Die Nachtbuslinien N2, N30, N51 und N90 entfielen dafür. Die Buslinien N2 und N30 wurden dabei jedoch teilweise durch Straßenbahnfahrten der Linien 2 (nach Ringelberg) bzw. 5 (nur bis Lutherkirche bzw. Grubenstraße) ersetzt, die zusätzlich in Nächten vor arbeitsfreien Tagen durchgeführt werden. In Wochenendnächten finden nun Rufbusfahrten der Regionallinie 208 über Großrudestedt und Schloßvippach nach Sömmerda statt, die jedoch im Stadtgebiet von Erfurt nur zum Zusteigen halten. Die Anbindung der bisher nur im Schülerverkehr bedienten Haltestelle Stotternheim, Schule durch die Linien 20, 30 und 31 wurde ab 30. März 2015 auch auf die Ferienzeiten ausgedehnt, jedoch mit weniger Fahrten als an Schultagen.
Zum 25. Januar 2016 werden die Stichfahrten der Linie 52 zur Haltestelle Am Wasserturm „aufgrund der sehr geringen Inanspruchnahme“ eingestellt.
Am 26. Juni 2017 wurde eine temporäre Linie 62 eingerichtet. Sie verkehrte ab Hauptbahnhof im Verlauf der Buslinie 60 bis Rhoda, da diese auf Grund von Bauarbeiten nicht zwischen Möbisburg und Rhoda verkehren konnte. Ihr letzter Betriebstag war der 7. Juli 2017.
Zum 10. August 2017 wurde die Haltestelle Luisenhof der Buslinie 80 „wegen Nichtnutzung aufgehoben“.

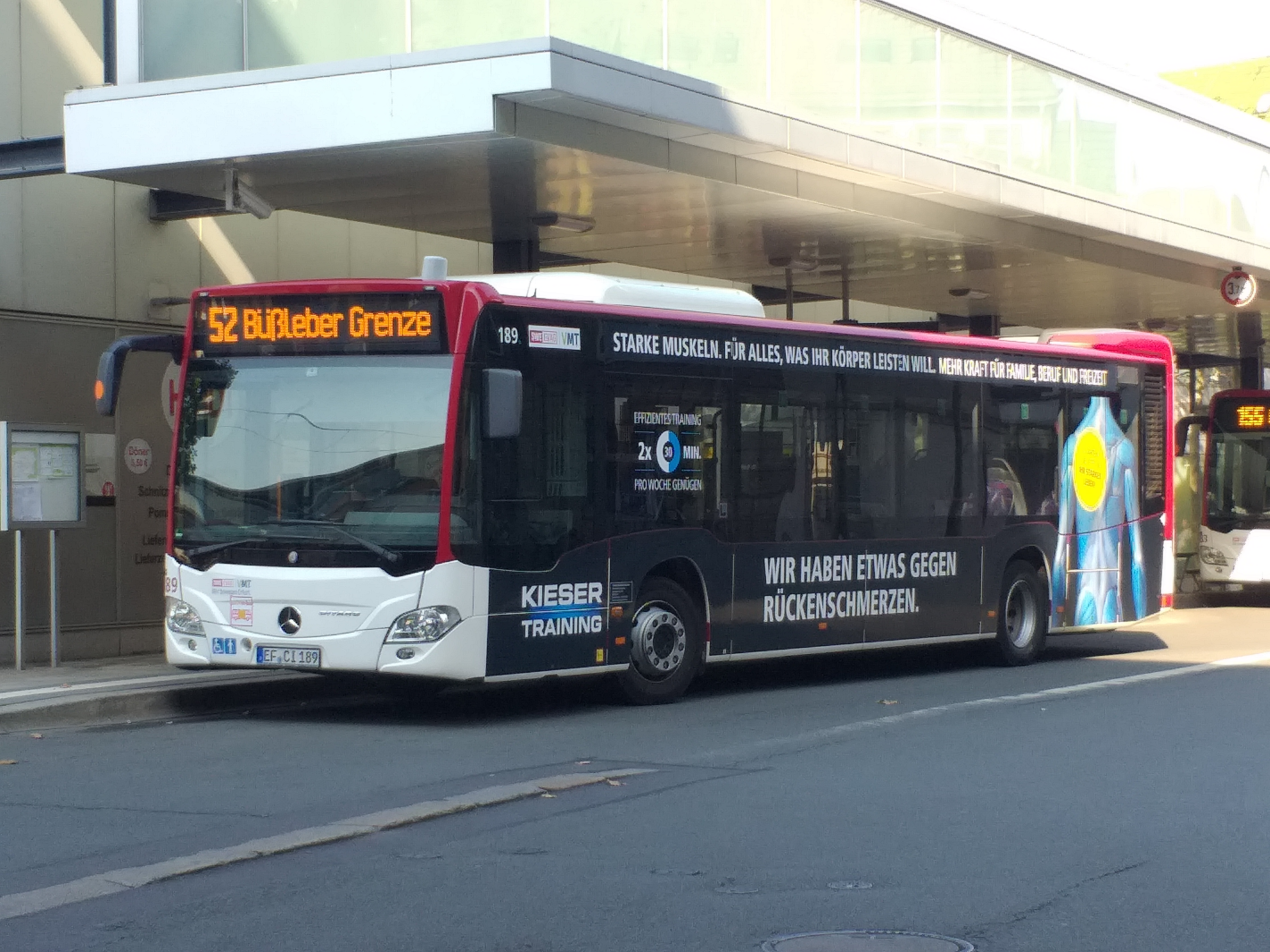
Bus 189 am Busbahnhof auf Linie 52 zum Güterverkehrszentrum am 10. September 2019.

Aufgrund von Bauarbeiten zwischen den Ortsteilen Linderbach und Büßleben konnte die Linie 51 vom 26. Februar bis zum 30. November 2018 in diesem Abschnitt nicht verkehren und wurde daher ab der Haltestelle Einkaufszentrum im Verlauf der Buslinie 60 über Dittelstedt nach Urbich und von dort über Büßleben zurück nach Urbich und weiter zum Urbicher Kreuz umgeleitet. Zur Erschließung der Ortsteile Azmannsdorf und Linderbach wurde eine Linie 53 eingerichtet, die zwischen dem Busbahnhof, Azmannsdorf und der Haltestelle Linderbach, Einkaufsmarkt verkehrte.
Zum Fahrplanwechsel am 25. Oktober 2018 wurde die Haltestelle „Landtag/IHK“ der Buslinien 60 und 61 in „Landtag/Stadion Nord/IHK“ umbenannt. Außerdem wurde auf der Buslinie 52 eine neue Haltestelle „GVZ, Zalando Nord“ eingerichtet und die bisherige Haltestelle „GVZ, Zalando“ in „GVZ, Zalando Süd“ umbenannt. Ab dem 19. August 2019 bedient die Linie 52 mit allen Fahrten das Güterverkehrszentrum an insgesamt neun Haltestellen. Sie fährt nun wochentags regulär im 30-Minuten-Takt, samstags etwa stündlich, wobei etwa jede zweite Fahrt bis Vieselbach weiterfährt. Der Streckenast nach Niederzimmern sowie der Ort Mönchenholzhausen werden nun ausschließlich durch die nun häufiger fahrende Linie 152 bedient. Die Linie 52 befährt dabei auch die neu gebaute Heinrich-Queva-Straße, die das GVZ mit dem Ortsteil Hochstedt verbindet.

### 2020 bis 2023
Zum 31. August 2020 traten einige kleinere Änderungen in Kraft. Auf der Buslinie 95 wurden testweise drei Fahrten zwischen Marbach und dem Zoopark eingerichtet, um die Anbindung an die Schulen am Roten Berg zu verbessern. Diese verkehren von Marbach bis zum Europaplatz und ab da im Zuge der Linie 10 bis zur Apoldaer Straße und von dort weiter entlang der Linie 30 bis zum Zoo bzw. umgekehrt. Darüber hinaus entfielen auf der Linie 155 einige Fahrten im Abendverkehr, die zuvor testweise eingerichtet worden waren, sich aber nicht bewähren konnten.
Am 27. November 2020 wurden Änderungen auf der Buslinie 52 wirksam. Nach dem Ende des 2018 begonnenen Testbetriebs im Güterverkehrszentrum wurde das Fahrtenangebot dem Bedarf angepasst und die Linie verkehrt seitdem im Berufsverkehr im 30-Minuten-Takt und im Tagesverkehr stündlich. Außerdem wurde die Haltestelle „An der Flurscheide“ aufgehoben. Alle anderen Haltestellen bleiben bestehen.
Zum Fahrplanwechsel am 6. September 2021 stellte die EVAG den Betrieb der Regionalbuslinie 152 ein. Die Strecke wird seitdem als Linie 252 von der PVG Weimarer Land bedient.
Auf der Linie 35 wird seit dem 16. Mai 2022 die neue Haltestelle „Dessauer Straße“ bedient. Sie erschließt das neue Wohngebiet am ehemaligen Posthof. Außerdem wird die Haltestelle „Dieselstraße“ neu in beiden Fahrtrichtungen bedient, um den Nordstrand besser anzubinden. Die Schulbuslinie 503 bedient neu die Haltestelle „Einkaufszentrum“ in Fahrtrichtung Dittelstedt. Auf der Buslinie 80 wird im Abendverkehr eine Fahrt vom P+R-Platz Messe bis zum Thomaseck verlängert sowie samstags eine Fahrt neu nur zwischen P+R-Platz Messe und IKEA eingerichtet.
Die Bushaltestelle „Dorstbornstraße“ auf der Linie 51 wurde zum 20. Februar 2023 aufgehoben. Außerdem finden zum 27. Februar 2023 Fahrplananpassungen auf der Buslinie 80 statt, um die Anbindung von IKEA zu verbessern. Einige neue Fahrten am Samstag verkehren dabei zunächst als befristeter Testbetrieb bis 30. Dezember 2023.
Seit dem 10. Juni 2023 verkehrt die Linie 132 auch an Wochenenden, allerdings nur im Zeitraum bis 3. Oktober. Dabei verkehren samstags und sonntags jeweils drei Fahrten je Richtung im Durchlauf von der Linie 30. Außerdem werden montags bis freitags zwei zusätzliche Fahrtenpaare angeboten. Ab dem Jahr 2024 soll der Wochenendbetrieb bereits im Mai beginnen.
Zeitgleich wurde auf den Linie 51, 60 und 155 die neue Haltestelle „Urbich“ in Betrieb genommen und die bisherige Haltestelle „Urbich“ der Linien 60 und 155 sowie die Haltestelle „Über den Krautländern“ in „Zum Kappellenfeld“ umbenannt.
Zum Fahrplanwechsel am 21. August 2023 traten diverse Änderungen in Kraft. Die Linie 30 verkehrt seitdem in der Hauptverkehrszeit im 20-Minuten-Takt (bisher alle 30 Minuten). Die Linien 51 und 60 verkehren samstags nun im Stundentakt auf dem Abschnitt Hauptbahnhof – Urbicher Kreuz. Auf der Linie 80 wurden neue Fahrten vom Thomaseck zur Schule in der Wartburgstraße bzw. von dort zurück zum Gothaer Platz eingerichtet, um den geänderten Bedürfnissen des Schülerverkehrs Rechnung zu tragen. Außerdem wurde eine neue Schulbus-Linie mit der Liniennummer 502 in Betrieb genommen, welche die Ortsteile Linderbach und Azmannsdorf mit den Schulen in Vieselbach und Kerspleben verbindet.

## Betriebshöfe

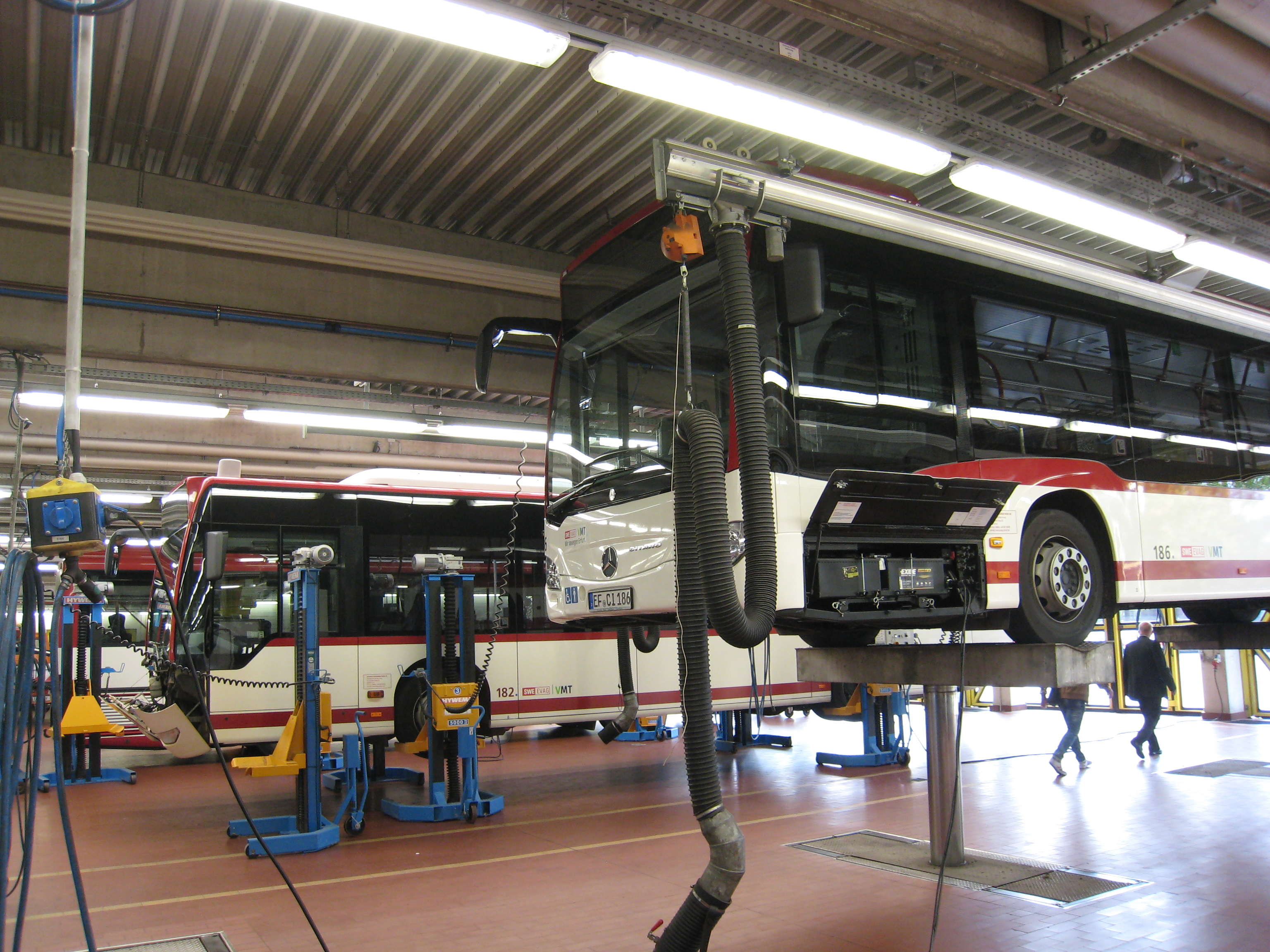
Innenansicht des Betriebshof Urbicher Kreuz

Als Abstellmöglichkeit für die Stadtbusse und die von der EVAG betriebenen Regionalbusse wird der Betriebshof am Urbicher Kreuz genutzt, der auch einen Großteil der Straßenbahnen beherbergt. Vereinzelt werden zum Abstellen tagsüber auch der Betriebshof Nordhäuser Straße (Haltestelle Klinikum) sowie die Abstellfläche Magdeburger Allee (Haltestelle Lutherkirche/SWE) genutzt. Die Busse anderer Verkehrsunternehmen sind in den jeweiligen Heimatbetriebshöfen der Unternehmen in den umliegenden Städten (u. a. in Gotha, Weimar, Arnstadt, Sömmerda) stationiert.
Ursprünglich waren alle Busse der Erfurter Verkehrsbetriebe an der Magdeburger Allee (Breitscheidstraße) stationiert, wo sich auch die Werkstätten befanden. 1996 ging dann die neue Bushauptwerkstatt und der Betriebshof am Urbicher Kreuz in Betrieb, wohin sukzessive alle Busse verlegt wurden.